# 近藤岭
近藤岭（日语：こんどう れい、Rei Kondoh，1982年11月14日—），日本作曲家，于爱知县冈崎市出生。